# Victoria Carbó
Victoria Carbó (15. svibnja 1963.) je umirovljena argentinska hokejašica na travi. 
S argentinskom izabranom vrstom je sudjelovala na više međunarodnih natjecanja.

## Sudjelovanja na velikim natjecanjima
- Panameričke igre 1987.
- OI 1988. (7. mjesto)
- SP 1990. (9. mjesto)
- Panameričke igre 1991.